# ورو فورکست رکوردز
ورو فیکسچر (Verve Forecast) یک ناشر موسیقی است که به عنوان زیرمجموعه‌ای از ورو رکوردز (Verve Records) با هدف تمرکز بر موسیقی پاپ، راک و فولک تأسیس شد.